# Micha’el Kleiner
Micha’el Kleiner (hebr.: מיכאל קליינר, ang.: Michael Kleiner, ur. 4 kwietnia 1948 w Monachium) – izraelski prawnik, działacz społeczny, dziennikarz i polityk, w latach 1982–1984, 1988–1992 i 1996–2003 poseł do Knesetu.

## Życiorys
Urodził się 4 kwietnia 1948 w Monachium.
W 1951 wyemigrował do Izraela. Ukończył studia prawnicze na Uniwersytecie Telawiwskim. Był przewodniczącym związku studentów na uczelni. Służbę wojskową odbywał jako prawnik w wywiadzie wojskowym.
Pracował jako prawnik, był także autorem licznych artykułów w prasie oraz stałym publicystą „Nowosti Nedeli”. Był członkiem rady miejskiej Tel Awiwu oraz dyrektorem sekcji edukacji diaspory w Światowej Organizacji Syjonistycznej. Był dyrektorem państwowego przedsiębiorstwa mieszkaniowego Amidar oraz Banku Karmel.
W polityce związał się z prawicowym Likudem. Bezskutecznie kandydował w wyborach w 1981, w składzie dziesiątego Knesetu znalazł się jednak 19 stycznia 1982, po rezygnacji Moszego Arensa. Zasiadał w komisjach: konstytucyjnej, prawa i sprawiedliwości; spraw gospodarczych oraz absorpcji imigrantów. Nie udało mu się zdobyć mandatu w 1984, ani w wyborach w listopadzie 1988, jednak w skład dwunastego Knesetu wszedł 6 grudnia tego samego roku, zastępując Jigala Kohena. Stanął na czele komisji absorpcji imigrantów, był także członkiem komisji pracy i spraw społecznych. W 1992 utracił miejsce w parlamencie, do którego powrócił w cztery lata później z listy Likud-Geszer-Comet. W czternastym Knesecie zasiadał w komisjach absorpcji imigrantów oraz finansów, był także przewodniczącym izraelsko-polskiej parlamentarnej grupy przyjaźni oraz obserwatorem w NATO.
23 lutego 1999, wraz z Ze’ewem Binjaminem Beginem i Dawid Re’emem odłączyli się od macierzystej frakcji tworząc Herut – Ruch Narodowy (ugrupowanie nawiązujące nazwą do partii Herut Menachema Begina). Ugrupowanie powstało w proteście przeciwko negocjacjom pokojowym z Palestyńczykami i ratyfikacji przez rząd Binjamina Netanjahu memorandum z Wye River oddającego ziemię w okolicach Hebronu. Politycy Herutu współtworzyli Unię Narodową i z jej listy Kleiner uzyskał reelekcję w wyborach w 1999. W Knesecie XV kadencji zasiadał w komisjach: spraw gospodarczych; kontroli państwa; finansów; spraw zagranicznych i obrony oraz ds. statusu kobiet i równouprawnienia. Ponownie stanął także na czele izraelsko-polskiej parlamentarnej grupy przyjaźni. Po wycofaniu się Beniego Begina z polityki został przewodniczącym Herutu – Ruchu Narodowego. 1 lutego 2000 odłączył się od Unii Narodowej – w proteście przeciwko tworzeniu jednej frakcji parlamentarnej z partią Nasz Dom Izrael – i do końca kadencji zasiadał w ławach Knesetu jako jedyny poseł Herutu. W wyborach w 2003 utracił miejsce w parlamencie.
Powrócił do Likudu, w 2013 został przewodniczącym partyjnego sądu koleżeńskiego, usiłował uzyskać tekę ministra sprawiedliwości.
Jest zaciekłym przeciwnikiem jakichkolwiek prób zawarcia pokoju z Palestyńczykami na zasadzie „ziemia za pokój”. Poza hebrajskim posługuje się angielskim, niemieckim, arabskim, jidysz i polskim.